# Alemdar Karamanov
Alemdar Sabitovitch Karamanov (ukrainien : Алемда́р Сабі́тович Карама́нов, russe : Алемда́р Сабитович Карама́нов ; Simferopol, 10 septembre 1934 – Simferopol, 3 mai 2007) est un compositeur russo-ukrainien.

## Biographie
La mère d'Alemdar Karamanov était une chanteuse russe. Son père, d'origine turque, a été banni et contraint à l'exil peu après la naissance de son fils, dans le cadre de l'épuration ethnique de la Crimée par Staline. Karamonov commence dès l'enfance à composer. Il étudie à l'école de musique Tchaïkovski de Simféropol. Dès 1953, il étudie au Conservatoire de Moscou avec Semion Bogatyriev et Vladimir Natanson. Il poursuit ses études supérieures avec Tikhon Khrennikov et Dmitri Kabalevski. Depuis ses années d'études, c'est un grand ami d'Alfred Schnittke. En 1963, il est diplômé et se retire en Crimée, après les premiers succès en tant que compositeur l'année suivante, parce que son utilisation des techniques musicales d'avant-garde de l'Ouest ne répondent pas aux exigences de la politique culturelle soviétique. Il avait, dès 1965, explicitement utilisé des thèmes chrétiens dans ses œuvres. Après des décennies d'isolement, à partir de 1990, il est mieux connu dans son pays et à l'étranger. En 1995, ses œuvres sont jouées à Berlin et à Londres. Il reçoit le Prix de l'État en 1994, en tant qu'artiste de l'Ukraine.
Karamanov se voyait comme un compositeur criméen-ukrainien-russe ; c'est avant tout un symphoniste : pendant sa seule période d'étude, dix symphonies voient le jour, suivies par quinze autres. Les symphonies 11 à 14 forment un cycle avec le titre principal « C'est fini ». Un autre cycle se constitue de 1976 à 1980, avec la composition des symphonies 18 à 23 sur des thèmes de l'Apocalypse. Karamanov écrit en outre d'autres œuvres orchestrales, dont trois concertos pour piano (le troisième, en 1968 et révisé en 1996, porte le titre d’Ave Maria), des ballets, des œuvres chorales, de la musique de chambre et pour piano, des mélodies et des musiques de films. En 1992, il compose l'hymne de la République autonome de Crimée.

## Discographie
- Symphonie no 3, Concerto pour piano no 3 - Vladimir Viardo, piano ; Orchestre symphonique de Moscou, dir. Antonio de Almeida (novembre 1994, Marco Polo 8.223796) (OCLC 895077350)
- Symphonies nos 20 et 23 « Blessed are the dead » et « I am Jesus » - Orchestre symphonique de la radio d'URSS, dir. Vladimir Fedosseïev (1982, Olympia) (OCLC 665064212)
- Symphonies nos 22 et 23 « Let it be » et « I am Jesus » - Deutsches Symphonie-Orchester, dir. Vladimir Ashkenazy (septembre 1995/1996, Decca) (OCLC 920888451 et 163319169)
- Requiem – Horova capela (18 avril 2006, Sametak)